# Quiraz
Quiraz foi uma freguesia portuguesa do município de Barcelos. Foi extinta em 1841, data em que foi anexa à freguesia de Roriz, passando a lugar com o mesmo nome.

## História

### Século XI
A primeira referência à freguesia surge num documento datado de 1081, através do qual Gundisalvus Luz doa várias Villas a sua filha Uniscone Prolix Sosedix, entre as quais Villa Quiriaz, situada entre Lima e Cávado.
Quiraz é também referenciado no Censual de entre Lima e Ave, organizado pelo bispo D. Pedro entre 1085 e 1091, com a denominação "De Sancto Salvatore de Quiriace".

### Século XIII
Nas inquirições gerais de 1220, elaboradas a mando de D. Afonso II, surge com a denominação de "De Sancto Salvatore de Quiraz", pertencendo então à terra de Neiva. Estas referem:
"Quod habet ibi dominus Rex Regalengum. Et dant inde illi terciam et de offrecione viiij solidos minus ij Denarios et ij Gallinas. Et est ibi una eira, et quando ibi tenet panem dant inde terciam, et quando non tenet dant 1 gallinam. Et quando Mayordomus collegerit panem habet comedere cum clerico de quali vita habuerit. Et omnes vadunt ad Castellum"
Já nas inquirições de 1258, sob reinado de D. Afonso III, Quiraz é referenciado como "Sancti Salvatoris de Quiraz", referindo-se ainda:
"Que a ecclesia dá de censura al Rey iij. almudes de pam de segunda por alqueire de Barcelos, et j. teiga tritici, et una ansar: et quando o Mayordomo coler e sacar o pam na eira desses regaengos que y ha el Rey, deve et ha de comer con o clerico desta ecclesia de qual vida el teiver. Item, dixerom que Stephanus Cebolao trage uno casal que soya a dar na renda meyo maravedi; et depois que o ouve nunca o deu, et torna se a renda aos omees.
Item, desta freeguisia davam al Rey x. maravedis; e leixou el Rey á ecclesia ij. maravedis, e os freegueses dam al Rey cada ano viij. maravedis. et ij. carneiros. et senas galinas de cada fogo. Et intra y Mayordomo d’el Rey a iiij.ºr caomias conoszudas. E vam a fazer o castello.
Item, dixerom que estes sum Regaengos conoszudos que y ha El rei, scilicet: in cima de Marnel j. leira; et antre os rios no juncal j. leira; et in na presa j. leira duna jeira et outra leira parva; et in nas travessas ij. leiras; et so a ecclesia v. geiras; et in Agro mayor j. leira; et so o muro iij. leiras; et sobe la fonte j. leira; et in no Cortinal de Stephano Cebolao j. leira; et in no Cortinal da ecclesia ij. leiras; et in na Pedreira iiij. leiras; et in Agro covo ij. leiras; et in Bouza maa j. leira. Et istas leiras trage as o Mayordomo d’el Rey e sum demarcadas, e dá as por sua offrezom a quem li mais dá."

### Século XVI
Em 1528, Quiraz encontrava-se anexado à freguesia de Galegos (Santa Maria), sendo uma vigararia da apresentação do abade desta paróquia.

### Século XVIII
Nas Memórias Paroquiais de 1758, refere-se que a freguesia pertencia à então comarca de Braga e ao termo da Vila de Barcelos. É feita uma breve menção à prática agrícola na freguesia:
"Produz esta terra bastante milho grosso chamado maís, principalmente no sítio chamado a Ribeira de Quiraz por ser terra das boas, que tem o vale de Tamel. Também produz milho miúdo, painço, e centeio, e bom vinho de enforcado, e toda a casta de feijão e boas frutas, tudo em suficiente quantidade."
No aspeto demográfico, refere-se:
"Tem esta freguesia fogos quarenta e quatro, casados vinte e oito, viúvos e viúvas treze, solteiros e solteiras oito, pessoas de Sacramento cento e trinta e quatro, ausentes dezoito, menores treze."
Estas Memórias referem ainda os seguintes lugares: Torre, Felgueira, Monte, Coutada (ou Souto), Igreja Velha, Pontelhas, Eirado, Casco, Longos e Breia.

### Século XIX
Em 1841, a extinta freguesia de Quiraz foi anexa à freguesia de Roriz, passando desde então a lugar com o mesmo nome.